# تشارلز بلوخ
تشارلز بلوخ (بالألمانية: Charles Bloch) (و. 1921 – 1987 م) كان مؤرخ، من فرنسي، ولد في برلين، توفي عن عمر يناهز 66 عاماً.